# 樋堀
樋堀（ひぼり）は、埼玉県春日部市の町丁。現行行政地名は樋堀のみ。丁番の設定のない単独町名である。住居表示未実施地区。郵便番号は344-0005。

## 地理
埼玉県の東部地域で、春日部市北部の利根川（大落古利根川）が造り出した沖積平野（中川低地）に位置する地区である。大半が自然堤防に位置し、北側を除く周辺には氾濫平野がある。東側で牛島、南側で粕壁東、西側で八丁目、北側で樋籠と隣接する。
地内は東部の一部を除き市街化区域で、主に第一種住居地域に指定された住宅地で、戸建ての住宅が多く建ち並ぶが、南西部に生産緑地地区の纏まった農地がある。東部の市街化調整区域も埼玉県道10号に面していることもあり、一部で農地があるのを除き、牛島公園の公園用地や戸建ての住宅が比較的多く建ち並ぶ。

### 河川

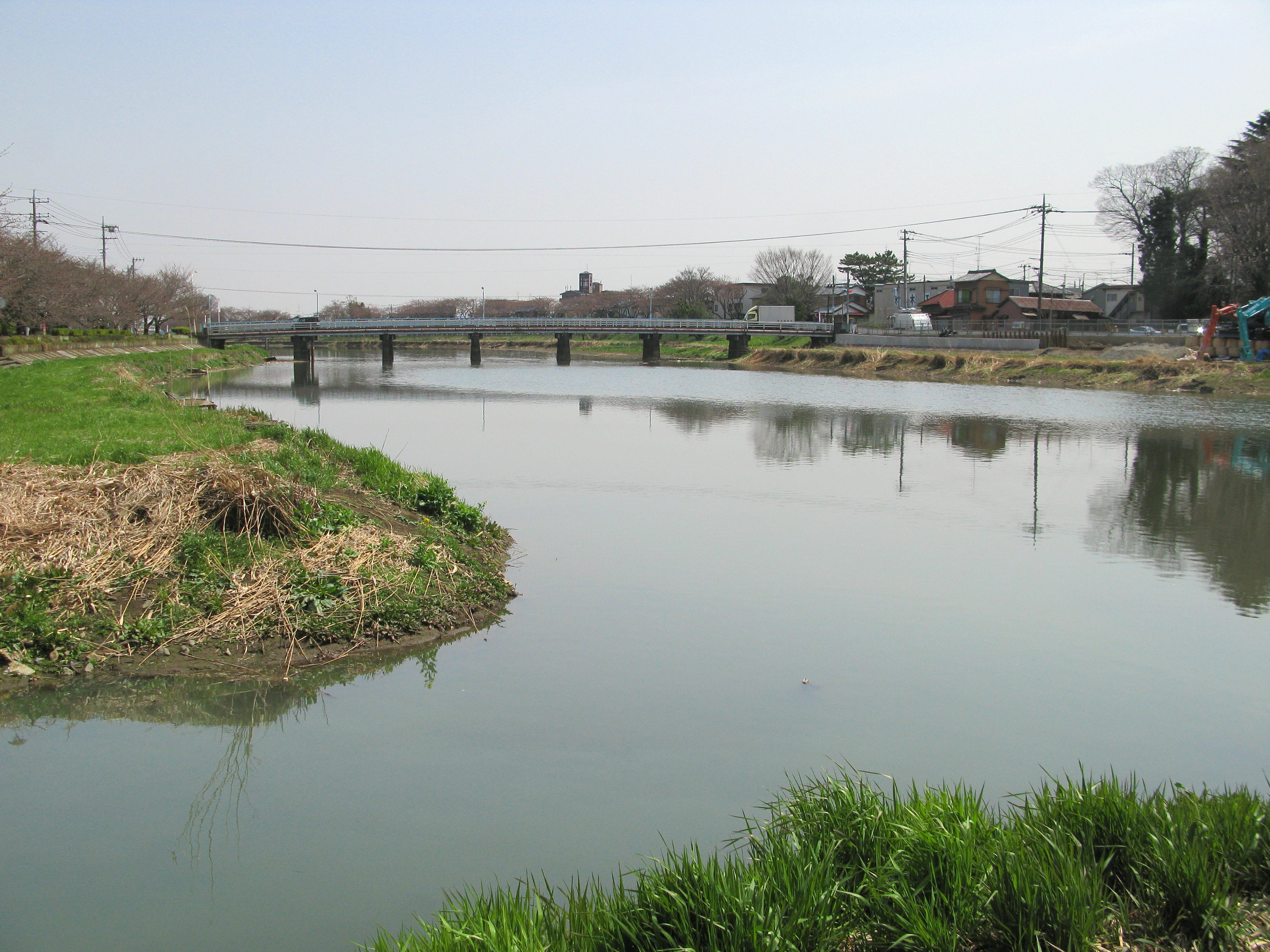
旧倉松落と大落古利根川の合流点。奥の橋は八幡橋。

大落古利根川
旧倉松落（通称、幸松川）

### 地価
住宅地の地価は、1982年（昭和57年）の公示地価によれば、大字樋堀字前川原223番地2の地点で6万6,100円/m2となっている。地内において平成期や令和期の調査が行われていないため、近年の公示地価は不明である。

## 歴史
もとは江戸期より存在した下総国葛飾郡幸手領に属する樋籠村であった。寛永年間（1624年〜1645年）頃に武蔵国葛飾郡に属されたと思われる。村高は正保年間の『武蔵田園簿』では51石余（全て畑）、『元禄郷帳』によると60石余、『天保郷帳』によると62石余、『旧高旧領取調帳』によると62石余であった。助郷は日光街道粕壁宿に出役していた。化政期の戸数は16軒で、村の規模は東西2町余、南北7町余であった。地名は用水路（堀）の「樋」を意味すると云う。
- はじめは幕府領で、以降変遷なし[5]。
- 幕末の時点では武蔵国葛飾郡に属し、明治初年の『旧高旧領取調帳』の記載によると、代官・小笠原甫三郎支配所が管轄する幕府領であった[9]。
- 1869年（明治2年）1月13日 - 下総知県事・水筑竜の管轄区域に葛飾県[9]を設置（葛飾郡も参照）。県庁は葛飾郡加村字坂之下に置かれる。
- 1871年（明治4年）11月13日 - 第1次府県統合により武蔵国葛飾郡のうち大場川および小合溜井以北の区域が埼玉県の管轄となる。
- 1879年（明治12年）3月17日 - 郡区町村編制法により成立した北葛飾郡に属す。郡役所は杉戸宿に設置。
- 1889年（明治22年）4月1日 - 町村制施行に伴い、樋堀村、樋籠村、八丁目村、小淵村、不動院野村、新川村、牛島村が合併し、北葛飾郡幸松村が成立[10]。樋堀村は幸松村の大字樋堀となる。
- 1940年（昭和15年） - 倉松落の排水不良を改善するため、1933年（昭和8年）に着手された新倉松川（現倉松川）の河川改修が完了し、流路が付け替えられたため[11]、従来の流路は旧倉松落（通称、幸松川）となる。
- 1947年（昭和22年）9月 - カスリーン台風の襲来により、地内が大きな被害を受ける[5]。
- 1954年（昭和29年）7月1日 - 南埼玉郡春日部町、豊春村、武里村、北葛飾郡豊野村と合併し、市制を施行して春日部市となる[12][13]。春日部市の大字となる。
- 1962年（昭和37年）4月1日 - 春日部市立幸松小学校校地内の春日部市立幸松中学校と（旧）春日部市立豊野中学校[注釈 1]が現在地に移転、合併して春日部市立東中学校が開校する[14][15]。なお、（旧）豊野中学校は東中学校の分教場となる。
- 2005年（平成17年）10月1日 - 春日部市が北葛飾郡庄和町と合併し、新たな春日部市が発足、同時に住所標記の簡略化のため市内の大字が廃止され[16]、大字樋堀は丁番の設定のない樋堀となる[17]。

### 存在していた小字
- 前河原[18]

## 世帯数と人口
2024年（令和6年）1月1日現在の世帯数と人口は以下の通りである
| 丁目 | 世帯数  | 人口    |
| ---- | ------- | ------- |
| 樋籠 | 665世帯 | 1,510人 |

## 小・中学校の学区
市立小・中学校に通う場合、学区は以下の通りとなる。
| 丁目 | 番地 | 小学校               | 中学校             |
| ---- | ---- | -------------------- | ------------------ |
| 樋籠 | 全域 | 春日部市立幸松小学校 | 春日部市立東中学校 |

## 交通
地内に鉄道は敷設されていない。最寄り駅は東武鉄道伊勢崎線（東武スカイツリーライン）春日部駅で、樋堀223番地2の地点よりおよそ1,600 m離れている。

### 道路
地内のやや東側を縦断する都市計画道路の「樋堀八丁目線」が計画されている。
- 埼玉県道10号春日部松伏線

### バス
春日部駅東口から、関宿中央ターミナル方面への路線バスが多数運行されている。
朝日自動車境営業所
- 春日部駅東口 - イオンモール春日部前線他（系統番号：KB51-KB56）
埼玉県道10号沿いに「樋堀西」「東高校入口」停留所が設置されている[20]。

春日部市コミュニティバス「春バス」
地区内を縦貫・巡回する路線は設定されていない。

## 施設
- 牛島公園（地区公園） - 入口など敷地の一部が樋堀の区域に掛かる
  - 春日部市牛島野球場（一部）
- 春日部市立東中学校
- 白山神社
- 樋掘大師堂
- 樋堀第1公園（街区公園）
- 旧倉松川排水機場